# Synodontis voltae
Synodontis voltae es una especie de peces de agua dulce de la familia Mochokidae en el orden de los Siluriformes.

## Morfología
• Los machos pueden llegar alcanzar los 14,7 cm de
longitud total.

## Hábitat
Es un pez de agua dulce.

## Distribución geográfica
Se encuentran en África: en el río Bougouriba, afluente del río Volta Negro (Burkina Faso).